# Eugen Naumann (poseł)
Eugen Naumann (ur. 2 stycznia 1874 w Mikuszewie, zm. 7 września 1939) – poseł na Sejm Rzeczypospolitej Polskiej w latach 1922-1930 (Niemiecki Klub Parlamentarny).

## Życiorys
Urodził się w niemieckiej rodzinie ziemiańskiej. Do odzyskania przez Polskę niepodległości był landratem (starostą) w Żninie.
W latach II Rzeczypospolitej był działaczem mniejszości niemieckiej i prezesem Związku Niemczyzny dla Ochrony Praw Mniejszości w Polsce (niem. Deutschtumsbund). Był posłem na Sejm Rzeczypospolitej Polskiej w latach 1922-1930. W I kadencji (1922-1927) przewodniczył 17-osobowemu klubowi Zjednoczenia Niemieckiego, w II kadencji (1928-1930) przewodniczył 19-osobowemu Niemieckiemu Klubowi Parlamentarnemu. 

### Śmierć
W 1939 w ramach realizacji wojskowej akcji Elaborat unieruchomienia, czyli internowania mniejszości niemieckiej, został zamordowany przez Polaków.